# Sint-Lambertuskerk (Boirs)

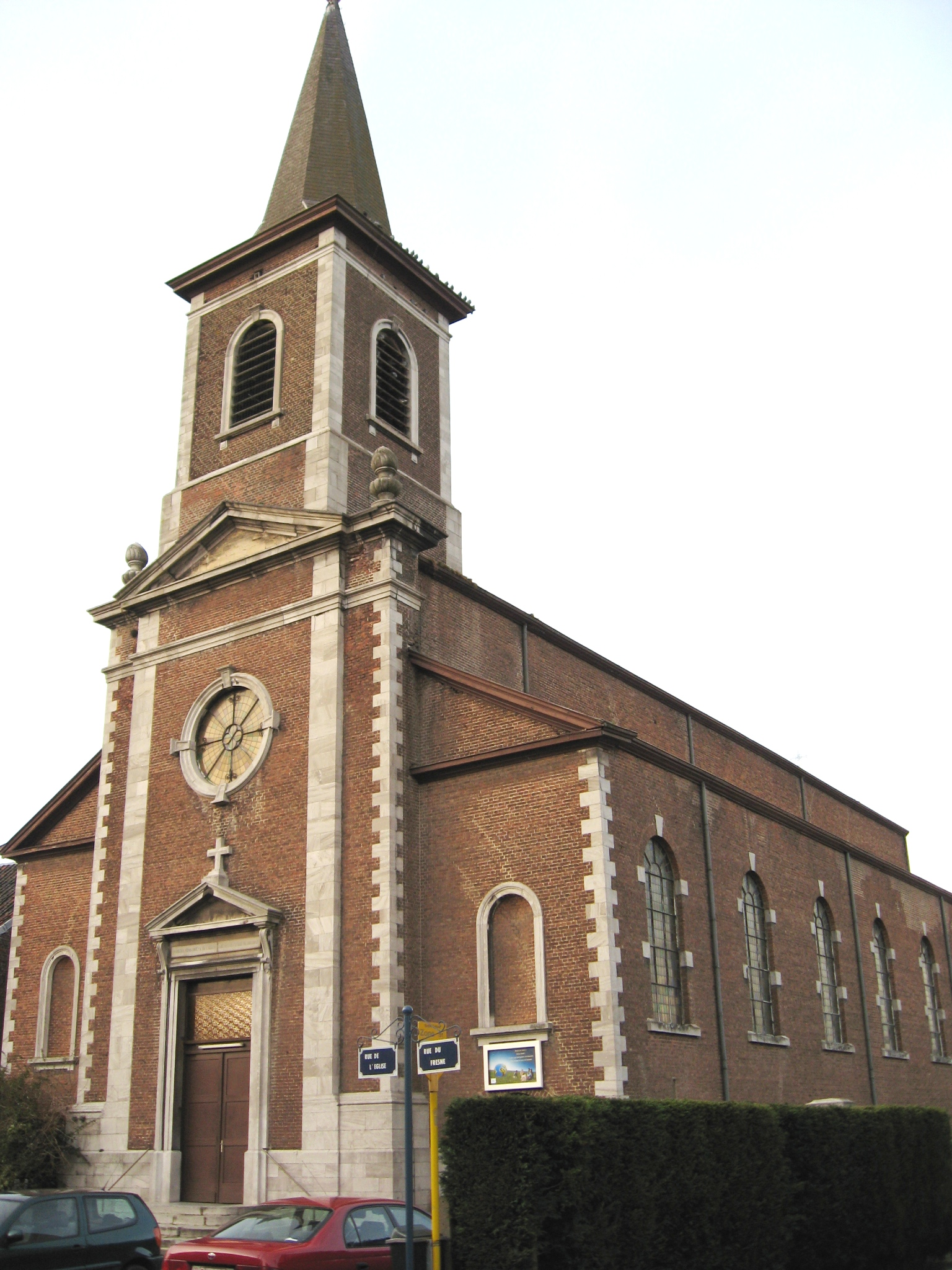
Sint-Lambertuskerk

De Sint-Lambertuskerk (Église Saint-Lambert) is de parochiekerk van Boirs.
Deze bakstenen kerk in neoclassicistische bouwstijl stamt van 1870 en H. Plénus was de architect. In dit jaar werd Boirs een zelfstandige parochie. Voordien bezat Boirs een zeer oude kapel die onder de parochie van Glaaien viel.
De driebeukige kerk met ingebouwde toren heeft natuurstenen hoekbanden en vensteromlijstingen. De voorgevel is versierd met natuurstenen frontons en pilasters.
Het kerkmeubilair is ouder en omvat een preekstoel in Lodewijk XV-stijl en een 15e-eeuws missiekruis.